# CDC Sefit Group
La CDC Sefit Group  è una società di doppiaggio e di post-produzione italiana fondata a Roma nel 1994, quando avvenne la scissione tra la CDC, che è diventata Sefit-CDC, e la CD Cine Dubbing. L'attuale presidente è Riccardo Rossi.
Tra i principali clienti dell'azienda vi sono la Rai, 01 Distribution, Lucky Red, Mediaset, Discovery Channel, Netflix, Disney, 20th Century Studios, Universal Pictures, Warner Bros. Pictures, Eagle Pictures, Sky e Sony Pictures.

## Storia
Tra le più importanti società di doppiaggio in Italia sin dalla fondazione, si affermò grazie al doppiaggio dei maggiori film di produzione americana e di numerose serie televisive, tra cui Friends, Merlin, Stargate Atlantis, Shameless, Malcolm, Criminal Minds, Il Trono di Spade, The Blacklist e molte altre.
Negli anni novanta e primi duemila fino ad oggi, oltre ad avere come soci molti degli storici doppiatori della CDC, come per esempio Alessandro Rossi, Francesco Pannofino, Sergio Di Stefano, Vittorio De Angelis, Sandro Acerbo e Marco Mete, la Sefit acquisisce nuove voci in esclusiva, tra cui Rossella Acerbo, Tiziana Avarista, Massimo De Ambrosis, Eleonora De Angelis, Roberto Gammino, Nanni Baldini, Simone Mori, Massimiliano Virgilii, Cristina Boraschi, Fabrizio Manfredi, Pinella Dragani e tanti altri.